# بوب باستور
بوب باستور (بالإنجليزية: Bob Pastor)‏ (26 يناير 1914 بنيويورك في الولايات المتحدة - 26 يناير 1996) هو ملاكم أمريكي.

## روابط خارجية
- بوب باستور على موقع بوكس ريك (الإنجليزية) (registration required)